# Hoy (revista)
Hoy fue una revista política chilena, publicada entre el 1 de junio de 1977 y el 19 de octubre de 1998.

## Historia
En junio de 1976, la dictadura militar dirigida por Augusto Pinochet acusó a la revista Ercilla de «propaganda antipatriótica» e intentó convencer a su dueño, Sergio Mujica, de cambiar la línea editorial y a su director Emilio Filippi Muratto; finalmente la revista fue vendida al grupo económico simpatizante del oficialismo Cruzat-Larraín, renunciando su director y equipo. Luego de cinco meses de espera por la autorización oficial, el equipo liderado por Filippi creó el semanario Hoy, financiado por la fundación holandesa Organización Católica para el Cofinanciamiento de Programas de Desarrollo, gracias a la intervención del cardenal Raúl Silva Henríquez. Frente a lo acontecido con Ercilla, se decidió crear una sociedad de periodistas que serían los dueños de la nueva publicación. La primera edición de Hoy circuló el 1 de junio de 1977.
Sus creadores estaban políticamente ligados al Partido Demócrata Cristiano (PDC), colectividad que para el año 1977 entraba con fuerza a formar parte de la coalición opositora al régimen, y algunos medios ligados a esta corriente fueron clausurados, como la Radio Balmaceda y la revista Política y Espíritu. El primer impedimento legal que afectó a Hoy fue la suspensión por dos meses, el 22 de junio de 1979, por orden del entonces jefe de la Zona en Estado de Emergencia, general Enrique Morel Donoso, debido a que se le acusó de contravenir las disposiciones legales vigentes al entrevistar a los dirigentes socialistas en el exilio, Clodomiro Almeyda y Carlos Altamirano, violando el receso político impuesto por ley y la prohibición de difundir la doctrina marxista.
Mientras las otras revistas de oposición fueron cerradas en septiembre de 1984, el semanario se vio sujeto a la censura previa por el Decreto N.º 1217, que estipulaba la prohibición de difundir sin autorización previa cualquier información de carácter político sin perjuicio de dar a conocer las comunicados oficiales del gobierno. El humor político estuvo a cargo de Hernán Vidal Martínez ("Hervi"), Alejandro Montenegro ("Rufino") y Patricio Amengual.
Cumpliendo diez años de su fundación, Emilio Filippi y otros miembros del equipo dejaron la revista para embarcarse en el proyecto del diario La Época, en enero de 1987, asumiendo como director, el periodista Abraham Santibáñez Martínez, quien en una ocasión fue encarcelado junto con otros periodistas. Una vez afianzado el triunfo del «No» en el plebiscito nacional de octubre de 1988, la publicación se planteó el comienzo de una nueva etapa bajo el eslogan «De Hoy en adelante».
La crítica situación económica y la imposibilidad de atraer nuevos socios llevaron a su cierre definitivo en octubre de 1998.

## Directores de la revista
- Emilio Filippi Muratto (1977-1987)
- Abraham Santibáñez Martínez (1987-1990)
- Marcelo Rozas López (1990-1995)
- Ascanio Cavallo Castro (1995-1998)[2]